# Centro de Cultura Amélio Amorim

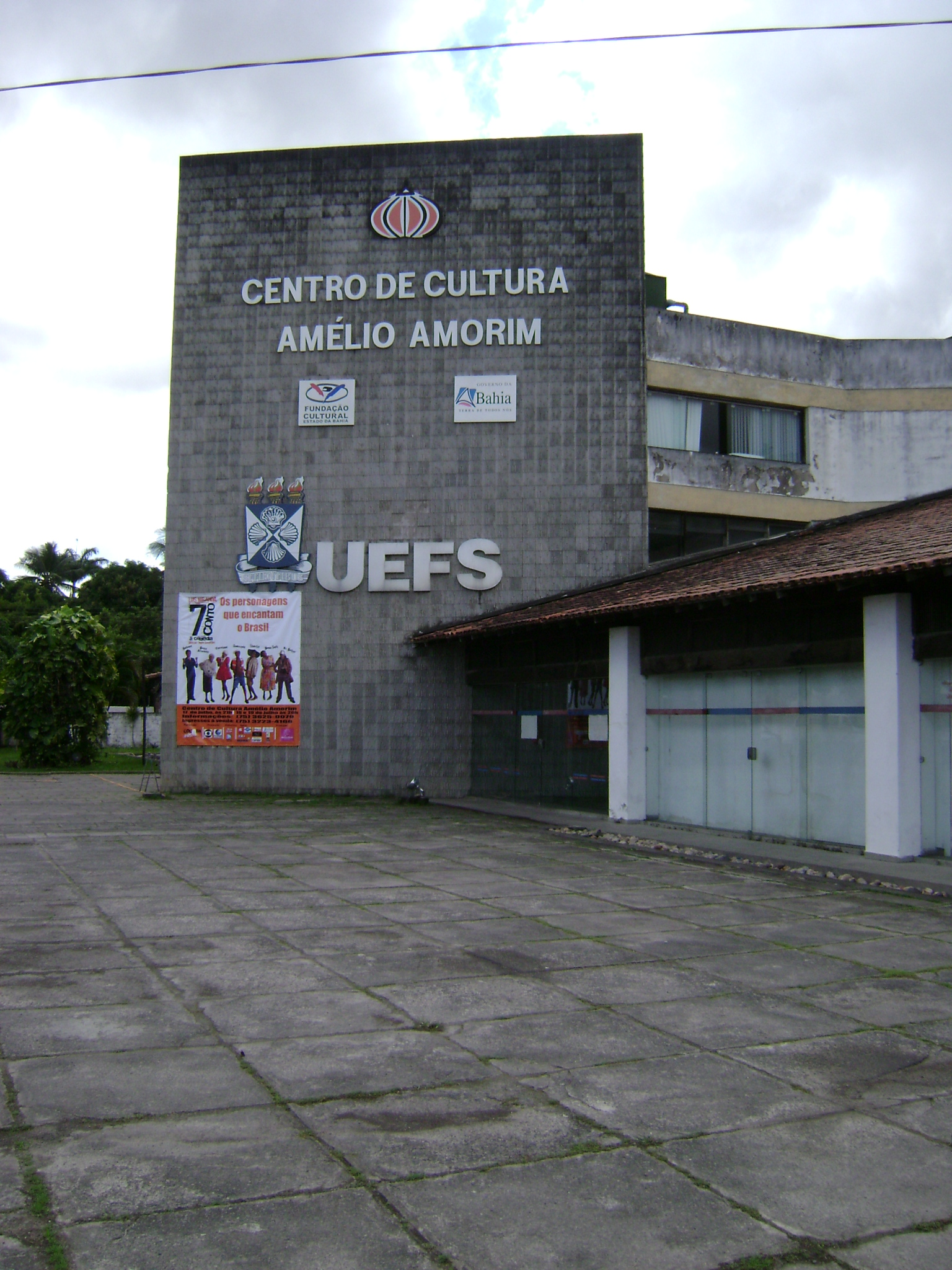
Entrada do Centro.

O Centro de Cultura Amélio Amorim (CCAAm) é um centro cultural, administrado pela Fundação Cultural do Estado da Bahia – FUNCEB, está localizado na cidade de Feira de Santana, segunda maior cidade do estado da Bahia, Brasil, e maior cidade do interior nordestino.

## Histórico

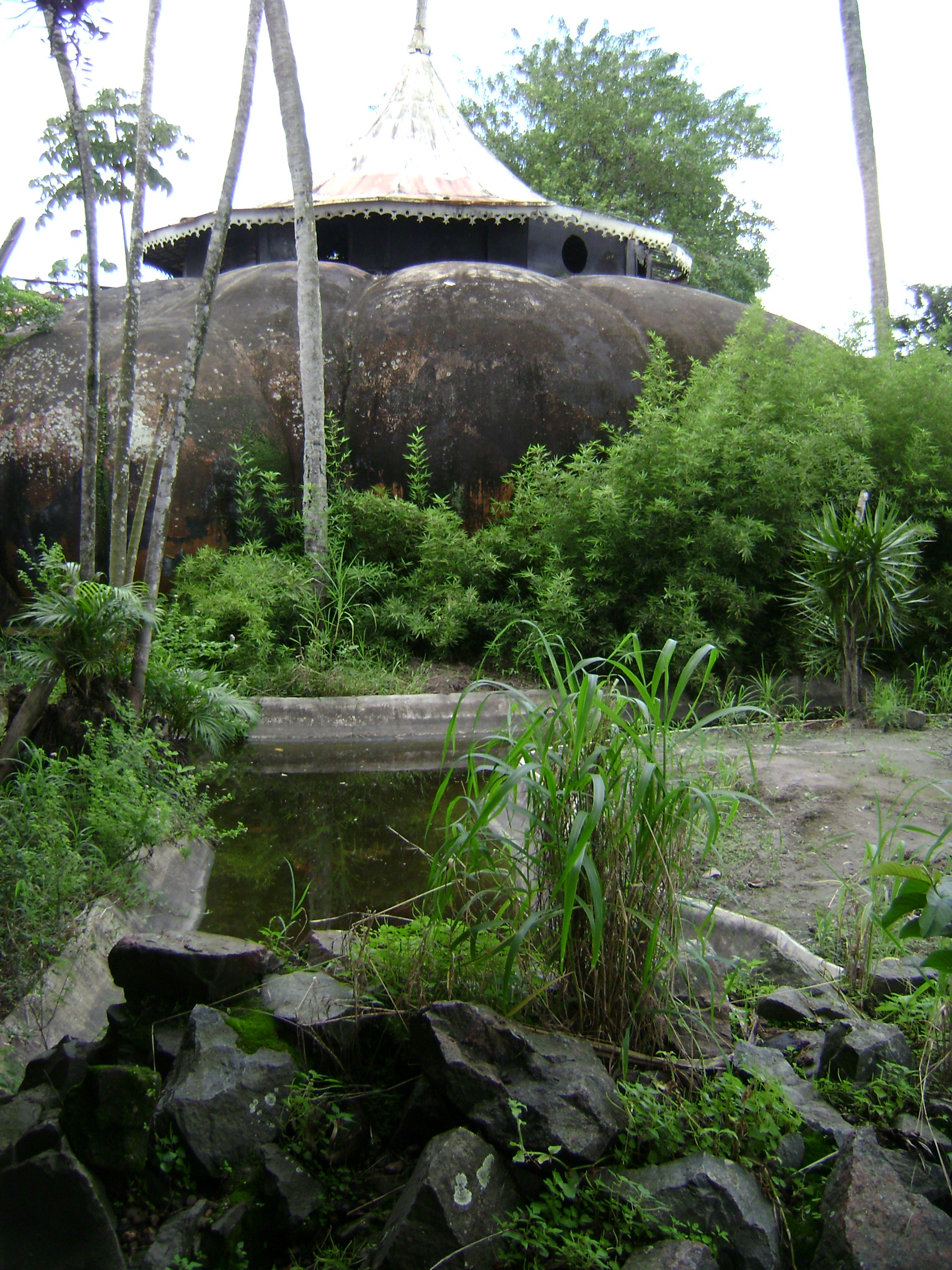
Abóbora Gigante pertencente ao Centro.

O Centro de Cultura Amélio Amorim - CCAAm foi construído pela Fundação Cultural do Estado da Bahia - FUNCEB, em 1992, durante o processo de implantação dos primeiros espaços culturais do estado. Em 2000, a Universidade Estadual de Feira de Santana passou a administrar o espaço, até 24 de setembro de 2009, quando a FUNCEB retomou sua gestão integral.
No local funcionava o Complexo Carro de Boi (composto por restaurante, boate e um amplo espaço de lazer) do arquiteto Amélio Amorim, falecido em 1982. O Carro de Boi funcionou como em verdadeiro espaço cultural em Feira de Santana abrigando mostra de artes, desfiles de moda, feiras de artesanato, além de shows com artistas regionais e nacionais. Na construção do Centro de Cultura, a estrutura do Complexo foi mantida e como homenagem, o espaço ganhou seu nome.

## Dependências
- Uma sala de espetáculos com capacidade para 320 pessoas, com palco em estilo elisabetano;[1]
- Um anfiteatro com capacidade de duas mil e setecentas pessoas;
- Uma galeria de exposições instalada no foyer;
- Três salas de ensaios frontais, sendo uma de dança, uma de multimídia e uma polivalente;
- Três salas de ensaio polivalente na área externa.[1]